# Liolaemus cuyanus
Liolaemus cuyanus — вид ігуаноподібних ящірок родини Liolaemidae. Ендемік Аргентини.

## Поширення і екологія
Liolaemus cuyanus мешкають на заході Аргентини, в провінціях Катамарка, Ла-Ріоха, Сан-Хуан, Мендоса, Неукен і Ла-Пампа. Вони живуть в чагарникових заростях, на висоті від 250 до 1300 м над рівнем моря. Є всеїдними, живляться як комахами — мурахами, напівтвердокрилими, жуками та їх личинками, так і рослинною їжею — насінням, плодами і квітками рослин з родів Lycium, Atriplex, Larrea і Portulaca.